# Махмут Бакалі
Махмут Бакалі (алб. Mahmut Bakalli; нар. 19 січня 1936, Джяковіца — пом. 14 квітня 2006, Приштина) — югославський і косовський політик.
Закінчив факультет політології Белградського університету, був викладачем соціології на факультеті філософії Університету Приштини. Він почав політичну кар'єру у молодіжній організації Союзу комуністів Косова, обраний її лідером у 1961 році. У 1967 він став головою відділення партії у Приштині, згодом був обраний до ЦК Комуністичної партії Сербії і Президії ЦК Союзу комуністів Югославії.
Бакалі очолював комуністів Косова у кінці 70-х і початку 80-х років, але пішов у відставку у 1981 році після розгону поліцією протестів етнічних албанців. Він провів два роки під домашнім арештом, перш ніж був виключений з партії. Після цього, йому було дозволено працювати у провінційній науковій асоціації до виходу на пенсію, але він був змушений звільнитись, коли Слободан Мілошевич збільшив сербський контроль над Косово у кінці 80-х років.
Він був членом Асамблеї Косова з 2001 року, також працював радником прем'єр-міністра Аґіма Чеку.
У 2002 році Бакалі був першим свідком по дачі показань Міжнародному трибуналу щодо колишньої Югославії у Гаазі на процесі Слободана Мілошевича.
Він помер від раку горла у віці 70 років. Мав дружину і трьох доньок. Нагороджений орденом Братерства і єдності із золотим вінком, орденом За військові заслуги із золотими мечами та іншими високими відзнаками Югославії.